# 하세 유리나
하세 유리나(일본어: 長谷 優里奈 はせ ゆりな[*]), 1979년 12월 9일 ~ )는 일본의 성우, 무대 배우, 그라비아 아이돌. 프리랜서. 시즈오카현 다카타군 슈젠지정 (현:이즈시)출신. 혈액행은 O형. 애칭은 ゆりしー(유리시), ユリシィ(유리시, 성우활동 이외), MHz(메가헤르츠) 등. 구 예명은 오치아이 유리카(落合 祐里香, おちあい ゆりか). 
대표작은 《THE IDOLM@STER》의 하기와라 유키호, 《ToHeart2》의 유즈하라 코노미 등이 있다.

## 경력
- 배우육성소 俳優ヴィラ를 거쳐 1999년, 아츠비전 무료 신인육성오디션 합격.
- 일본 나레이션 연기연구소 제15기 (아츠비전 특기생)
- 데뷔 당시, 8인 성우 유닛 '크리스탈 체리즈'에 소속되어 있었다. (중간에 참가) 멤버는 와카나 요우코, 요시다 마유미, 아키노 히토미, 야마나카 아이, 카와카미 마호에, 타이다 마유미, 이노쿠치 유카.
- 2006년 8월 8일, 자신의 홈페이지에서 보이스 블로그 시작.
- 2006년, 《ラジオdeアイマSHOW!》의 방송 중에 나카무라 에리코, 이마이 아사미와 유닛 TORICO 결성.
- 2006년 10월 20일, 아츠비전을 나와 프리로 전향.
- 2006년 12월 9일, NHK 《일본의, 이제부터》(테마: 인터넷 사회)에 출연.
- 2006년 12월 23일, 팬과의 채팅 기획.
- 2007년부터 겐키프로젝트에 소속.
- 2008년부터 신쵸사 주관 週刊.jp에 그라비아 데뷔
- 2008년 3월, 신쵸사 주관 사진집 《月刊100アニバーサリー》에 이례적인 속도로 그라비아를 싣는다.
- 2008년, 週刊.jp에서 조회수 1위 그라비아 모델이 된다.
- 2008년 5월, 주식회사 ブローウィンド レコード에서 12개월 연속 CD 발매가 시작한다. 또 이 연속 발매 시리즈 CD는 부록으로 DVD가 실린 한정판과 통상판이 있었다.
- 2008년에 週刊.jp 출신의 그라비아 모델로는 최단기간에 〈月刊シリーズ〉 DVD를 발표한다.
- 2008년에는 신유사 잡지 엔터테인먼트 Dash에서 성인 엔터테인먼트 잡지의 그라비아 모델 데뷔 결정.
- 2008년 11월 26일 발매되어 그때까지 12개월 연속으로 내고 있던 ブローウィンドレコード에서 발매중지가 결정됐다. 또 예정되어 있던 수록 DVD는 6장째로 종료. 그 뒤, 그때까지 기획을 담당하던 アスワンエンタテイメント가 대신 제작하고 ファーストディストリビューション가 그때까지 유통을 맡고 있던 コロムビアミュージックエンタテインメント를 대신해 CD를 발매하는 형태로 재개한다.
- 2008년 11월 30일, 주식회사 BNS에서 간호사 코스프레 등을 수록한 이미지 DVD 〈ゆりしーてんしーうれしー -A white doll-〉을 발표한다.

## 인물
- 《ToHeart2》의 유즈하라 코노미, 《THE IDOLM@STER》의 하기와라 유키호 등.  높은 톤과 독특한 말투가 특징이다.
- 자신의 블로그에서 불운, 빈곤 이야기를 매일 이야기하는 것으로 알려져 있다.
- 블로그 내용은 보통 일 관련이나 공연자와의 에피소드, 그 날의 식사 등을 다루고 있고 하루에 여러 번 갱신되기도 한다. 또 스스로 만든 노래를 실은 CD를 제작하거나 라이브를 주최하는 등, 인디 음악이나 보이스 블로그 활동 등을 공개하고 있다.
- NHK 특별방송 《일본의, 이제부터》(제10회 방송)에 출연하여 익명 게시판이나 인터넷의 어두운 면에 대해 언급했다. (화이트보드에 "무서워!!" 라고 회답)
- 애칭 ゆりしー는 인터넷 라디오 《에리링, 유리카의 성우생활 향상위원회》에서 나카무라 에리코만 제목에 애칭을 쓰고 오치아이 유리카는 쓰지 않자, 애칭을 공모하여 2회 방송에 나왔던 ゆりしー를 채용한 것. ゆりか의 ゆり와, "다른 사람을 위해 벌레를 잡아주는 배려, 그리고 말투가 고상해서 사람들이 싫어한다"를 しー와 합성했다.
  - 덧붙여 본인은 "다른 사람을 위해 벌레를 잡아주는 배려, 그리고 말투가 고상해서 사람들이 싫어한다"에 대해 "아냐! 벌레를 잡는 건 에리쨩이야!" 라고 대답.
- 그라비아 모델 쿠보 아사카와 친분이 있어, 그녀의 CD를 사는 등 자신이 쿠보의 팬 이란 것을 공언하고 있다.
- 주로 그라비아는 수영복이지만 《메카비》에서 패션 그라비아, 블로그 책 《ココロ花》에서 코스프레 그라비아, 다수의 세미누드 그라비아도 발표하고 있다.
- 그라비아 첫 해외촬영으로 인도네시아 발리 섬에 갈 예정이었지만, 기획이 변경된 듯. DVD 《ゆりしーてんしーうれしー》 광고문구에서 발리 섬이 사라졌다.
- 각본가 오카모토 타카야와 사이가 좋아, 그녀의 12개월 연속 발매 CD의 한정판 특전 DVD에는 오카모토가 연출·각본을 맡는 경우가 많았다.
- 오카모토 테츠야가 객원교수로 일하고 있는 デジタルハリウッド大学에서, 2008년 10월 12일에 오카모토와 같이 세미나를 여는 등 공식적으로 친한 관계다.
- 종이 찢는 소리를 싫어한다. 《Radio ToHeart2》 제13회 〈ゆりしー, 年の最後に絶叫すの巻〉에서 이토 시즈카가 시험삼아 종이를 찢자 절규. 오치아이 유리카가 절규하는 모습을 본 이토 시즈카는 매우 즐거워하며 계속 종이를 찢었다.
- 아케이드 게임 《퀴즈 매직 아카데미》를 매우 좋아한다. 미용실에 갔는데 헤어 디자이너가 《퀴즈 매직 아카데미》를 한다는 걸 알고 이야기 꽃을 피운 적이 있다.
- 헬스장 트레이너에게는 자신이 성우란 사실을 숨겼는데, 트레이너가 알아챈 적이 있다.
- 고등학생 때 선배에게 고백을 받은 적이 있다. (《Radio ToHeart2》 제2회 〈タマ姉, 来たる.〉에서) 덧붙여, 오치아이 유리카는 여고를 다녔다.

## 출연작품

### TV애니메이션
2003년
- さいころボット コンボック (센도 유리)

2004년
- 우타∽카타 (타카무라 케이코)
- 후타코이 (히나기쿠 라라)
- 미도리의 나날 (학생B)

2005년
- Canvas2 〜무지개색의 스케치〜 (여자부원)
- D.C.S.S. 〜다・카포 세컨드 시즌〜 (마법소녀 프린세스 메론)
- ToHeart2 (유즈하라 코노미)
- 후타코이 얼터네이티브 (히나기쿠 라라)

2006년
- 마계전기 디스가이아 (서즈데이)
- 러브겟CHU 〜미라클 성우백서〜(사사키 유리카)

2007년
- 블리치(BLEACH) (토요카와 유이)
- 동인워크 (부르마군)
- 바람의 스티그마 (아이돌)

2008년
- 햣코 (사오토메 스즈메)

### OVA
2007년
- 투하트2 OVA (유즈하라 코노미)

2008년
- 투하트2 Another Days (유즈하라 코노미)
- 퀴즈 매직 아카데미 (알로에)

2009년
- 투하트2 Another Days PLUS (유즈하라 코노미)

2010년
- 투하트2 Another Days Next (유즈하라 코노미)

### 게임
- THE IDOLM@STER (하기와라 유키호)
- 태고의 달인시리즈 (〈今夜はホーミー〉, 〈恋文2000〉 보컬)
- 히츠지 군이라면 키스해 줄게☆ (호죠 카즈키)
- 아카네 매니악스 ~유성전설 고우다~ (여자1)
- 퀴즈 매직 아카데미시리즈 (알로에)

2003년
- 마계전기 디스가이아 (서즈데이)

2004년
- Aries Pure Dream·Love Dream (노노무라 타에코): 나카타니 아즈미 (中谷あずみ) 명의
- 쌍연 -후타코이- (히나기쿠 라라)
- 투하트2 (유즈하라 코노미)

2005년
- 유노하나 (이토 와카바): 이쿠타 카오리 (生田香織) 명의
- 후타코이 얼터네이티브 (히나기쿠 라라)
- 룬 프린세스 (베아트리스 아리에스테드)

2006년
- 블루 블러스터 (소피 르노왈드)
- 그로우 랜서V (유리)
- 성검전설4 (피)

2007년
- 그로우 랜서VI (유리)
- 모에모에2차대전 (에리히, 하이네)

2008년
- 아카츠키의 아마네카와 푸른 거신 (메일 시걸)

### CD
- ToHeart2 (유즈하라 코노미)

ToHeart2 앤솔로지 드라마 시리즈
ToHeart2 캐릭터 송즈 1. 小さな勇気〜がんばれ女の子!
- THE IDOLM@STER (하기와라 유키호)

드라마CD THE IDOLM@STER Vol.1〜6
THE IDOLM@STER MASTERPIECE 01, 04, 05
THE IDOLM@STER MASTERWORK 02, 03
THE IDOLM@STER MASTERBOX I, II, I & II ENCORE
THE IDOLM@STER MASTER ARTIST 09 하기와라 유키호, 10 아카즈키 리츠코
THE IDOLM@STER MASTER LIVE 02 REM@STER-B, 04 my song, ENCORE
THE IDOLM@STER BEST ALBUM ～MASTER OF MASTER～
- 룬 프린세스 이미지 앨범
- 세계수의 미궁 드라마CD (밀)
- 글로랜서VI 드라마CD (유리)
- 〈잠들지 못하는 CD시리즈〉 Vol.2 얀데레 여자아이에게 죽을 정도로 사랑 받아서 잠들지 못하는 CD (노노하라 나기사)

### 오리지널CD
인디 발매CD
- 〈snowscape〉〜雪景色

snowscape/哀声/その翼で…
- 〈羽化〜UKA〉 (2007년 5월 3일 발매)
- 〈木綿のハンカチーフ〉 (2007년 7월 24일 발매)

12개월 연속 발매 CD
- Wish (2008년 5월 28일 발매)
- 赤い鳥 (2008년 6월 25일 발매)
- For you (2008년 7월 30일 발매)
- ごういんぐマイウェイ(^-^)b (2008년 8월 27일 발매)
- Lost Meaning (2008년 9월 24일 발매)
- セーラー服と機関銃 (2008년 10월 29일 발매)
- 都会の金魚 (2008년 11월 26일 발매)

### 라디오
- Radio ToHeart2(아니메이트TV·온센: 2005년 10월 6일 ~ 2008년 1월 10일 / 라디오 칸사이: 2006년4월 〜 2007년3월)
- 성우생활향상위원회 (AIIインターネットラジオ: 2004년 11월 ~ 2006년 5월)
  - 에리링, 유리카의 성우생활향상위원회 (2004년 11월 ~ 2005년 5월)
  - 사쿠마 쿠미와 오치아이 유리카의 성우생활향상위원회 (2005년 6월 ~ 2005년 11월)
  - 유리시&아이리의 성우생활향상위원회 (2005년 12월 ~ 2006년 5월)
- VOICE CREW(NACK5：2006년4월2일〜9월24일, 17대째 퍼스널리티를 마지마 쥰지와 같이 했다)
- ラジオdeアイマSHOW! (아니메이트TV：2006년4월〜10월)
- V-Kingdom (라디오 오사카: 2006년 8월 ~ 9월)
- 유리시·아즈마의 러브겟CHU 미라클 라디오 (라디오 오사카: 2006년 10월 ~ 2007년 3월, 라디오 오사카에서만: ~ 2007년 4월 2일)
- 앗쨩과 유리시의 E☆2らじ (분카방송, 온센: 2006년 10월 6일 ~ 2007년 9월 28일)
- 앗쨩과 유리시의 에츠라지Z (분카방송, 온센: 2007년 10월 5일 ~ 2007년 12월 28일)
- YOU空Touch Me AREAREA LIVE 화요일 (FM라디오 타치가와: 2007년 4월 23일 ~ 2007년 5월 1일)
- TR-844 화요일 (FM라디오 타치가와: 2007년 7월 3일 ~ 2008년 3월 25일)
- 오로라전대 프리즘기사 관리관 아메지스트 (라디오 오사카: 2007년 10월 3일 ~ 12월 26일)
- 오치아이 유리카의 프리즘 기사 외전 관리관 아메지스트 (라디오 오사카: 2008년 1월 2일 ~ 5월 27일)
- 오치아이 유리카의 아메지스트 이야기 (라디오 오사카: 6월4일 ~)

### TV
- 신·천사의 VOICE (엔터! 371)
- 일본의, 이제부터 〈인터넷 사회〉 (NHK, 2006년 12월 9일)
- 아니송 플러스 (TV도쿄, 2008년 10월 28일)

### 인터넷 TV
- 카네다 토모코의 코믹 마스터 토모챤네루 (itv24.com)
- 밤놀이 문자 배틀 목요일 (앗! 토오도로쿠 방송국)
- 렛츠고 다렛 월드 월 1회 출연 (Stickam Japan!)

### 더빙
- 밴디츠

### 무대
- 투명인간 레디 (2007년 LIVEDOG)
- 키스해 줘 (2008년 1월 30일 ~ 2월 5일, 오카모토 테츠야 프로듀스 공연)

### 뮤지컬
- 나카노블론디즈 (2008년 3월 12일 ~ 20일 넬케 플래닝)

### 그 외
- 크리스탈 체리 사랑하는 그대에게 (마스다 미후유)
- 유리카모메 도쿄 임해 신교통 임해선 역내 안내음성 - 히노데역
- au공식사이트 《성우.Station》 코너 〈연애소설 1990~Girl's Side〉 낭독
- 파치슬로 《모에루 마린배틀 (유리함장)》 (エレコ/アルゼ, 2006년 12월)
- 파치슬로 《雷蔵伝 (히카리)》 (헤이와, 2005년 3월)
- PSP소프트 《MAPLUS ポータブルナビ2》 (내비게이션 음성) (株式会社エディア, 2007년 12월 20일)

## 그라비아 작품

### 이미지 비디오
그라비아 DVD
- 《月刊 落合祐里香》 (신쵸사, 2008년 8월 20일)
- 《ゆりしーてんしーうれしー -A white doll-》 (BNS株式会社 2008년11월30일)

12개월 연속 CD 초회한정판 특전DVD
- 《Wish》 특전DVD 〈Dash〉
- 《赤い鳥》특전DVD 〈白い鳥〉
- 《For You》특전DVD 〈愛を探して, 横浜へ〉
- 《ごういんぐマイウェイ(^-^)b》 특전DVD 〈Surprise〉
- 《Lost Meaning》 특전DVD 〈第5弾シングル秘話　対談　落合祐里香×作曲家〉
- 《セーラー服と機関銃》 특전DVD 〈傷つけて〉 (12개월 연속 CD부록 DVD 최종권)

### 사진집
- 블로그 책 《ココロ花》 (2007년 10월 31일, ISBN 978-4-87031-804-5)
- 月刊100アニバーサリー (신쵸사, 2008년 3월 14일, ISBN 978-4-10-790184-2)

### 디지털사진집
- 週刊.jp (2008년 3월 5일부터 접속가능)

### 잡지그라비아
- 메카비 (2007년 겨울호) (고단샤)
- 엔터테인먼트 Dash (수영복 사진 4페이지 및 인터뷰) (2008년 10월) (신유샤)
- FLASH (사진주간지) (2008년 11월 18일) (분코샤) 아이돌 마스터 성우특집